# Стјепан Шејић
Стјепан Шејић (Винковци, 27. новембар 1981) хрватски је стрип сценариста и цртач. Познат је по раду на стрип серијалима Witchblade, Aphrodite IX, Sunstone и The Darkness и другим насловима за веће или мање стрип издаваче.

## Биографија
Рођен је у Винковцима, а живи у Цриквеници. Стрипску каријеру започео је као колориста, радећи на насловницама које је цртао Тајлер Киркхам. Понајвише су га инспирисали италијански стрипови, све док се није сусрео са насловом Witchblade, који је умногоме утицао на његов рад. Знатно су, такође, на њега утицали Мајк Силвестри и Мајкл Тарнер.
Године 2007. Шејић је почео да црта стрип Witchblade за издавачку кућу Top Cow Productions, а на том наслову је радио од 116. до 150. епизоде, што је најдужи континуални ангажман једног умјетника на том серијалу. Илустровао је и мини серијале First Born и Broken Trinity, као и насловнице за серијал The Darkness. За Ди-Си Комикс и за Марвел је урадио многе насловнице (Ди-Си: Бетмен, Млади титани, Зелени Стрелац, Аквамен...; Марвел: Жена-Хулк, Икс мен..), а поред тога сарађује и са мањим издавачима, међу којима су Arcana Studio и Dynamite Entertainment.
Комплетан ауторски ангажман на Санстоуну (Сунчани камен) био је, ипак, преломна тачка у раду овог умјетника. Испрва замишљен као необавезан пројекат на DeviantArt-у Санстоун је прерастао у озбиљан стрип-серијал који је отворио потпуно нов простор у домену еротског стрипа и привукао пажњу шире публике, пре свега својим позитивним приказом БДСМ сцене. Уз ангажман на другим стриповима, Шејић се посљедњих година упоредо бави тим подухватом.
Ожењен је стрипском умјетницом Линдом Лукшић Шејић.